# 오미와정
오미와정(大三輪町)은 1963년까지 나라현 시키군에 있던 정이다. 현재의 사쿠라이시 북부에 해당한다.

## 역사
- 1955년 7월 10일 - 미와정, 오다촌, 마키무쿠촌이 합병해 오미와정이 성립하였다.
- 1963년 4월 1일 - 사쿠라이시에 편입해, 동일 오미와정은 폐지되었다.

## 교통

### 철도
- 일본국유철도
  - 사쿠라이선